# La Chapelle-du-Mont-du-Chat
La Chapelle-du-Mont-du-Chat é uma comuna francesa na região administrativa de Auvérnia-Ródano-Alpes, no departamento da Saboia. Estende-se por uma área de 7.08 km². Em 2010 a comuna tinha 264 habitantes (densidade: 37,3 hab./km²).